# Sycophila iracemae
Sycophila iracemae is een vliesvleugelig insect uit de familie Eurytomidae. De wetenschappelijke naam is voor het eerst geldig gepubliceerd in 1984 door Nieves Aldrey.